# CC Search
 (mai 2019).
 (septembre 2022).
CC Search est un méta-moteur de recherche d'images libres de droits, développé par Creative Commons.
Il propose actuellement (mai 2019) près de 300 millions d'images.
Le 30 avril 2019, le site internet fait peau neuve et apporte un gain de performance.